# Фэрфилд (тауншип, округ Суифт, Миннесота)
Фэрфилд (англ. Fairfield) — тауншип в округе Суифт, Миннесота, США. На 2000 год его население составило 169 человек.

## География
По данным Бюро переписи населения США площадь тауншипа составляет 93,2 км², из которых 93,0 км² занимает суша, а 0,2 км² — вода (0,22 %).

## Демография
По данным переписи населения 2000 года здесь находились 169 человек, 57 домохозяйств и 47 семей. Плотность населения —  1,8 чел./км². На территории тауншипа расположено 63 постройки со средней плотностью 0,7 построек на один квадратный километр. Расовый состав населения: 100,00 % белых.
Из 57 домохозяйств в 36,8 % воспитывались дети до 18 лет, в 82,5 % проживали супружеские пары и в 15,8 % домохозяйств проживали несемейные люди. 14,0 % домохозяйств состояли из одного человека, при том 5,3 % из — одиноких пожилых людей старше 65 лет. Средний размер домохозяйства — 2,96, а семьи — 3,25 человека.
34,9 % населения — младше 18 лет, 3,0 % — в возрасте от 18 до 24 лет, 27,2 % — от 25 до 44, 21,9 % — от 45 до 64, и 13,0 % — старше 65 лет. Средний возраст — 39 лет. На каждые 100 женщин приходилось 119,5 мужчин. На каждые 100 женщин старше 18 приходилось 111,5 мужчин.
Средний годовой доход домохозяйства составлял 38 750 долларов, а средний годовой доход семьи —  41 875 долларов. Средний доход мужчин —  26 250  долларов, в то время как у женщин — 26 250. Доход на душу населения составил 15 387 долларов. За чертой бедности находились 5,9 % семей и 11,7 % всего населения тауншипа, из которых 10,4 % младше 18 и 17,9 % старше 65 лет.